# Dolmen van Oppagne

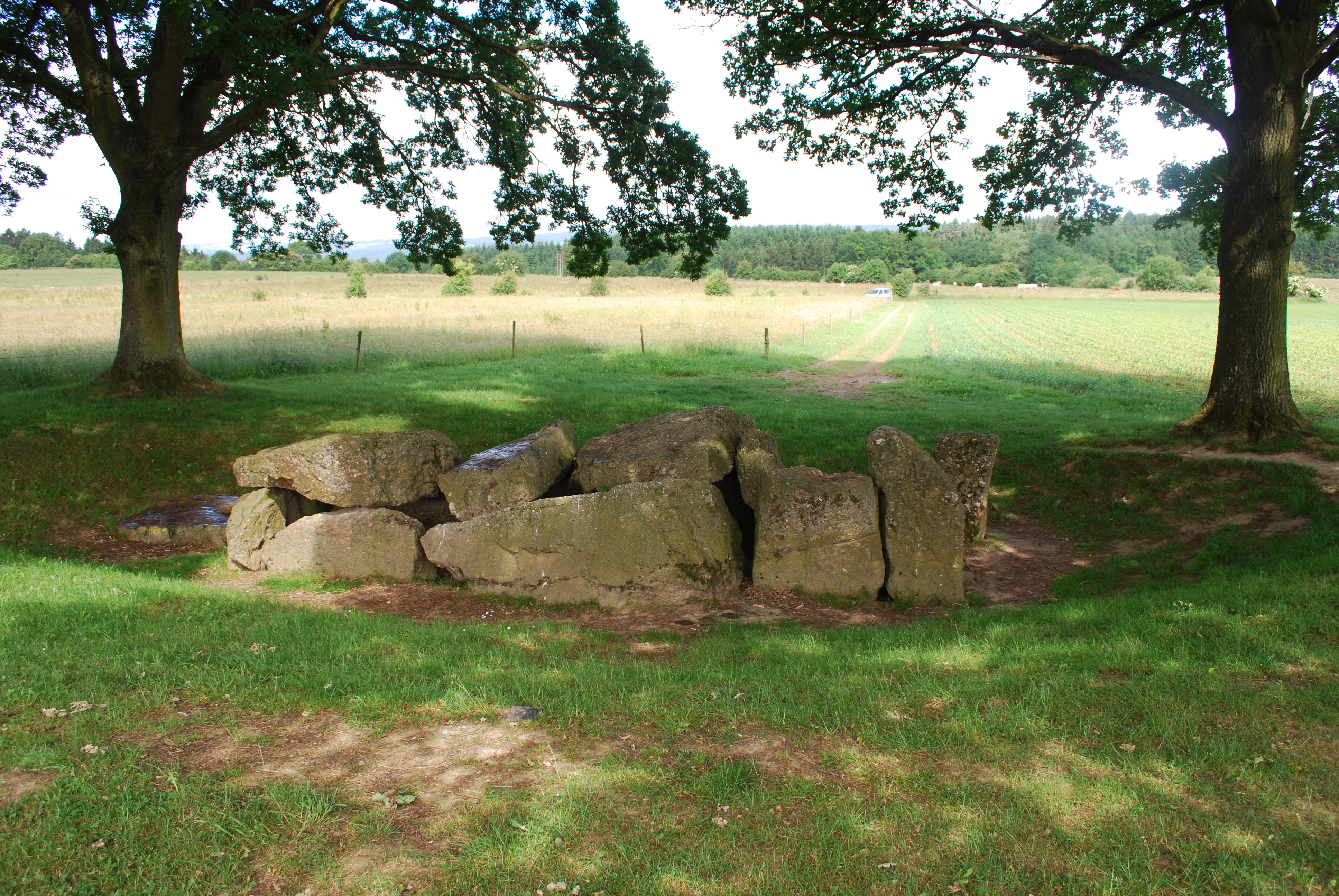
Gezien vanuit het zuidoosten

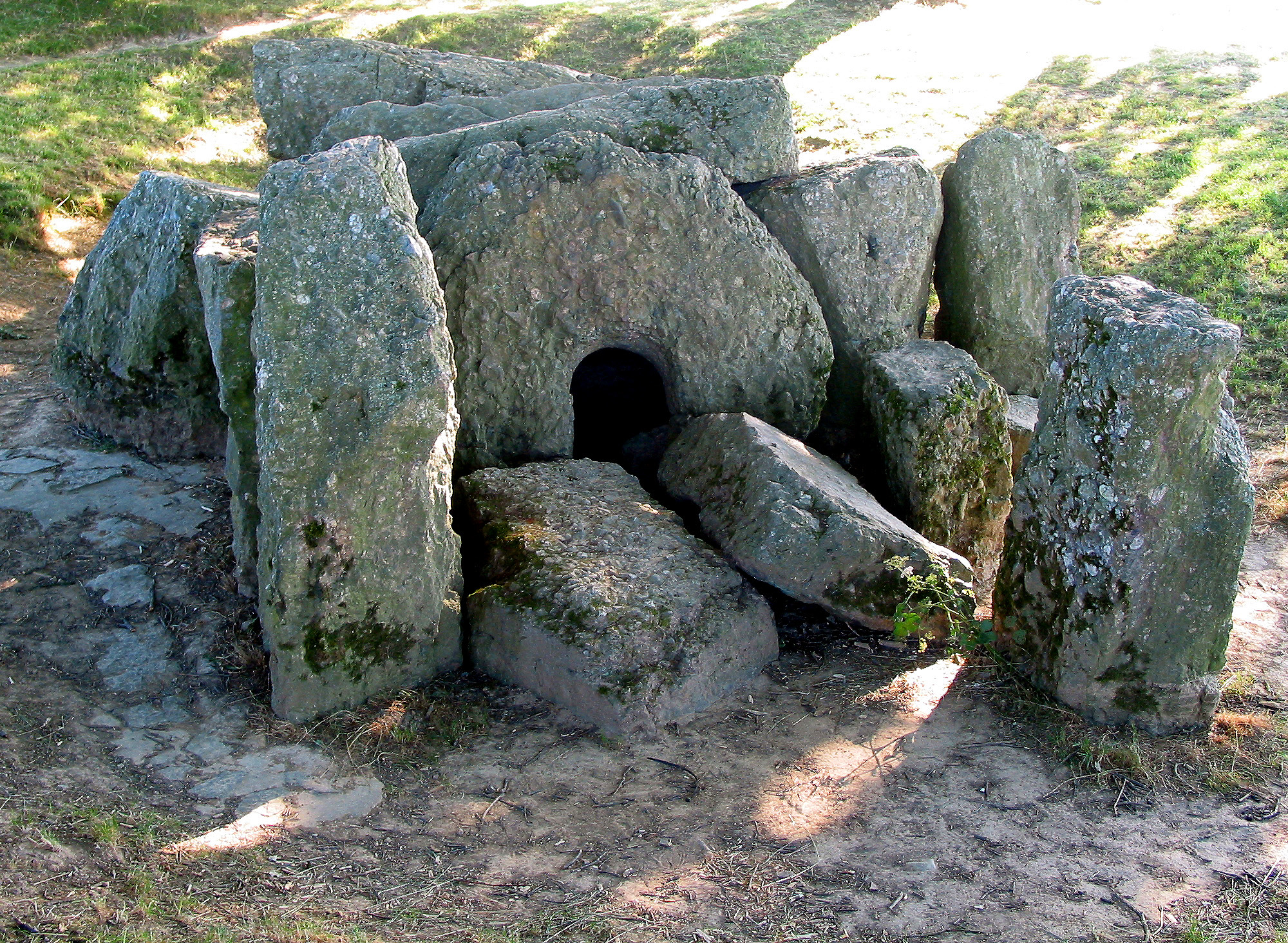
Ingang via de Seelenloch

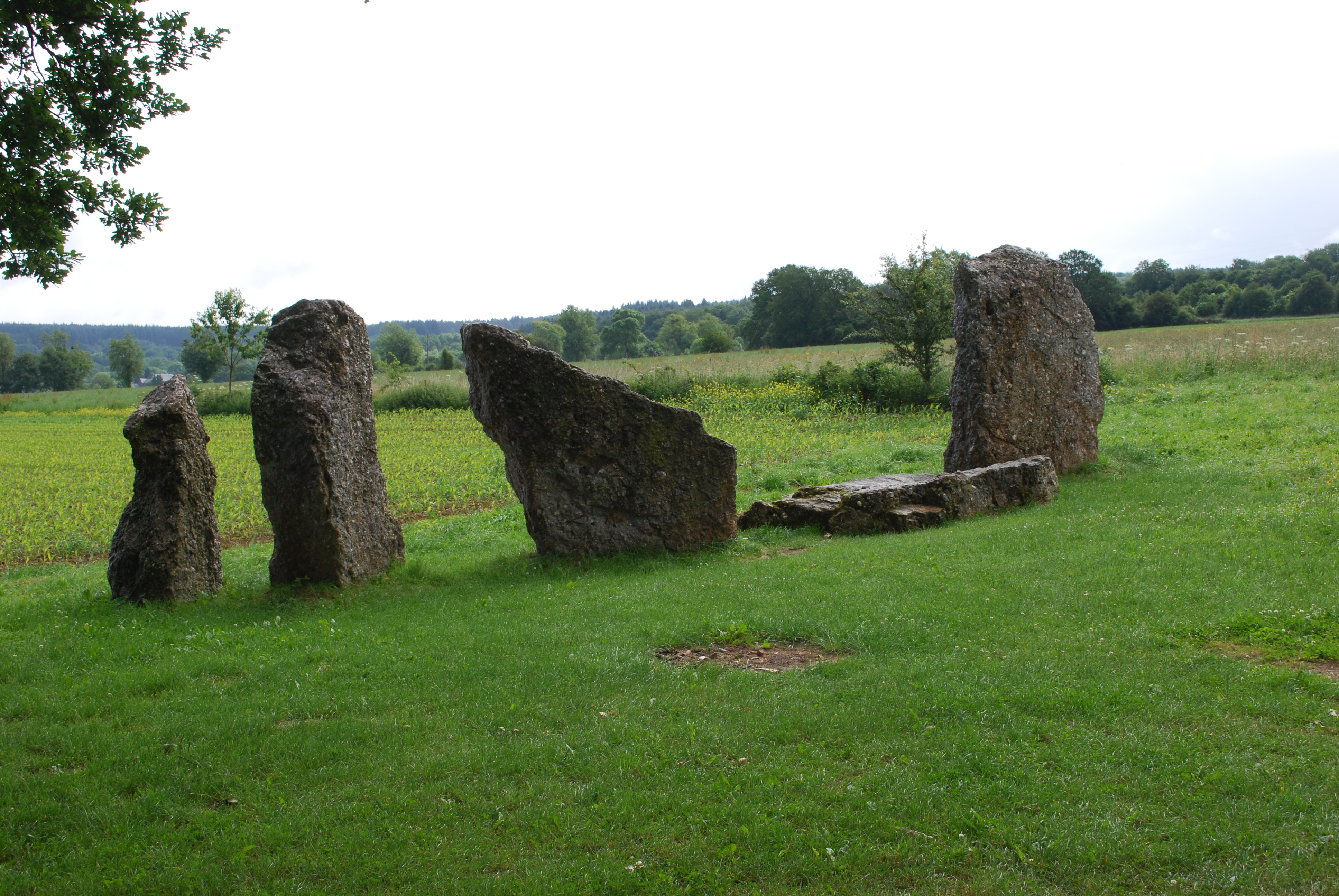
De vier menhirs met liggende steen aan de oostzijde van de dolmen

De Dolmen van Oppagne, zuidelijke dolmen of Wéris II is een dolmen van het type allée couverte dat wordt toegeschreven aan de Seine-Oise-Marnecultuur en is gelegen bij Wéris op het grondgebied van het dorp Oppagne in de gemeente Durbuy in de Belgische provincie Luxemburg. De dolmen ligt in de velden op ongeveer een kilometer ten zuidwesten van het dorp. In de omgeving ligt noordoostelijker op zo'n anderhalve kilometer nog een andere grotere en bekendere dolmen: de Dolmen van Wéris en in en rond de vallei waarin Wéris gelegen is bevinden zich een aantal menhirs. De verschillende megalieten in de omgeving zouden verschillende alignmenten met elkaar vormen die evenwijdig aan elkaar gelegen zijn.
De dolmen ligt in een kuil omgeven door vier bomen, te midden van de akkers.

## Geschiedenis
In het laat-neolithicum, zo'n 5000 jaar geleden, zouden de mensen van de Seine-Oise-Marnecultuur deze dolmen hebben opgericht.
In 1888 besloot een boerenzoon om de grote stenen in het veld die het ploegen extra zwaar maakten uit te graven en te verslepen. Daarbij ontdekte hij dat de stenen deel uitmaakten van een dolmen. Toen werd ook reeds bekend dat er drie menhirs bij de dolmen bevonden.
In 1986 werden twee van de vijf stenen aan de oostzijde bij opgravingen ontdekt.
In 1996 werden hier opgravingen gedaan door Michel Toussaint.

## Vondsten
Bij opgravingen trof men restanten van vuur met daarin een ossentand en enkele brokken beenderen van dieren aan. Verder vond men stukken vuursteen (schrabbers, slagpinnen en steelspitsen), botjes van een tiental mensen en scherven aardewerk uit de trechterbekercultuur en de klokbekercultuur.

## Opbouw
De dolmen heeft een lengte van bijna tien meter, een breedte van vijf meter en een hoogte van twee meter. Tegenwoordig ligt de dolmen in een kuil, gedeeltelijk onder het maaiveld, wat de suggestie oproept dat hij vroeger grotendeels bedekt zal zijn geweest. Bij de opgravingen in 1996 werd er buiten de dolmen een paadje van platte stenen ontdekt dat een lengte had van zo'n acht meter en 40-80 centimeter breed was. Hierdoor ontstond er het vermoeden dat de dolmen niet onder een dekheuvel gelegen heeft en dat men pas later de dolmen heeft afgedekt met aarde.
De ingang van de dolmen ligt in het noordoosten. Daar bevindt zich een steen waarin men een gat (een Seelenloch) heeft aangebracht in de vorm van een rondboog, die toegang verschaft tot de kamer. Voor de ingang staan nog andere stenen die waarschijnlijk het voorportaal vormden.
Verder heeft de dolmen (thans nog) twee draagstenen aan beide zijkanten, een sluitsteen of sluitplaat aan het zuidwestelijke uiteinde en drie dekstenen bovenop. In het verlengde van de dolmen ligt aan de zuidwestzijde een blok puddingsteen, dat iets dieper ligt dan de bodem van de kamer. De kamer zelf had een verharde vloer van stukken steen en keien.
Ten oosten van de dolmen bevinden zich vijf grote stenen, waarvan er vier rechtop staan als een menhir. In de zestiende eeuw zouden deze stenen in de grond zijn weggestopt, maar vier ervan werden na de opgravingen in de lente van 1997 weer rechtop op hun oorspronkelijke plaats gezet. De vijfde steen ligt ernaast omdat onduidelijk is waar deze heeft gestaan.